# Tetróxido de plomo

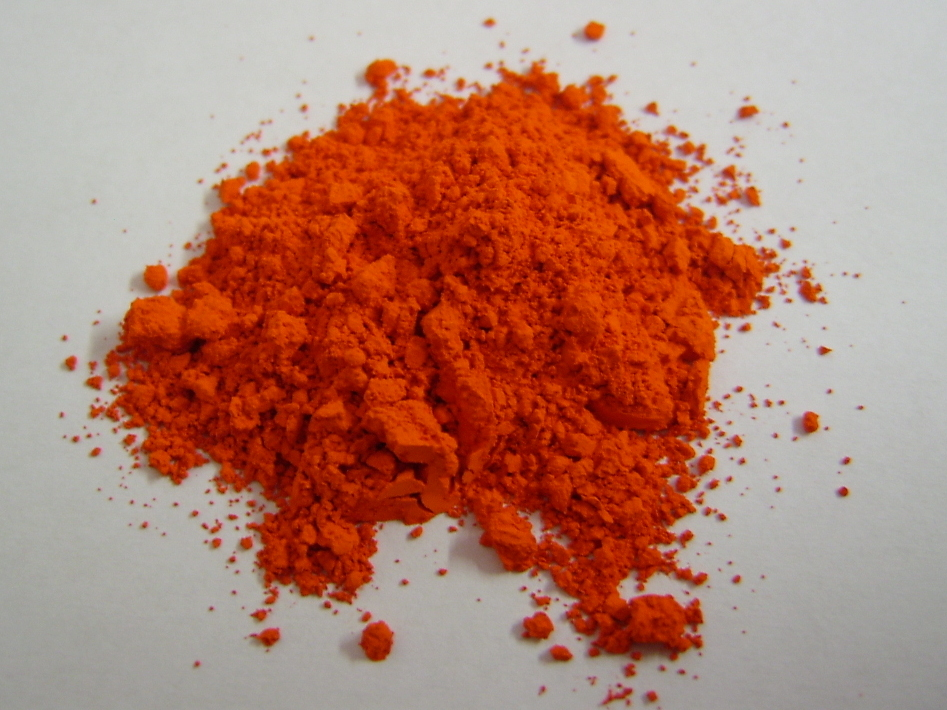
Minio molido.

El tetraóxido de plomo, también denominado minio o plomo rojo e incluso azarcón, es un óxido de plomo de color anaranjado o rojo. Su nombre vulgar proviene del nombre latino minium indicando que proviene del río Miño en el norte de España, donde fue extraído para la minería por primera vez.
De la utilización del minium como componente de la tinta más habitual para la iluminación de códices medievales deriva el término 'miniatura'.

## Propiedades químicas
Químicamente el minio es plomo en su forma de tetraóxido, Pb3O4, o 2PbO·PbO2.
El punto de fusión del minio es 500 °C, y se descompone en óxido de plomo (II) y dioxígeno.

## Preparación
El minio se prepara por calcinación del Óxido de plomo (II) en aire caliente entre 450 y 480 °C:
6 PbO + O2 → 2 Pb3O4
El material resultante se contamina con óxido de plomo (II). Si se desea un compuesto puro el PbO puede ser eliminado con una disolución de hidróxido de potasio:
Otro método de preparación se fundamenta la  fusión de carbonato de plomo (cerusita) en aire:
6 PbCO3 + O2 → 2 Pb3O4 + 6 CO2
Otro método consiste en la oxidación de la cerusa (carbonato básico de plomo o plomo blanco):
3 Pb2CO3(OH)2 + O2 → 2 Pb3O4 + 3 CO2 + 3 H2O

## Usos
Se emplea en la manufactura de baterías. También como recubrimiento de superficies de hierro contra la corrosión, además como pigmento de color rojo anaranjado.